# Johan Günther I van Schwarzburg-Sondershausen
Johan Günther I of Hans Günther I (Sondershausen, 20 december 1532 - Arnstadt, 28 oktober 1586) was van 1552 tot 1571 samen met zijn broer Günther XLI graaf van Schwarzburg en van 1571 tot zijn dood graaf van Schwarzburg-Sondershausen. Johan Günther I is de stamvader van het Huis Schwarzburg-Sondershausen.

## Biografie

### Jeugd
Johan Günther I was de tweede zoon van graaf Günther XL en Elisabeth, een dochter van Filips van Isenburg-Büdingen-Ronneburg. 
Johan Günther werd Rooms-katholiek opgevoed en voorbereid op een carrière als geestelijke. Als kind werd hij benoemd tot kanunnik in Keulen, Würzburg en Bamberg. Van 1546 tot 1549 studeerde Johan Günther aan de Universiteit van Erfurt. Kort voor de dood van zijn vader bekeerde Johan Günther zich tot het lutheranisme en gaf hij zijn kerkelijke loopbaan op.

### De gezamenlijke regering van Schwarzburg
In 1552 volgden Johan Günther en Günther XLI de Strijdbare hun vader Günther XL op als graven van Schwarzburg. Günther de Strijdbare en Johan Günther regeerden gezamenlijk, maar voerden wel een eigen hofhouding. Günther koos Arnstadt als residentie, terwijl Johan Günther zijn intrek nam in het kasteel van Sondershausen. Hun twee jongere broers, Willem en Albrecht VII, waren in 1552 nog minderjarig en werden niet bij de regering betrokken.
In 1553 streed Johan Günther als bevelhebber van een Schwarzburgs regiment mee met keurvorst Maurits van Saksen in de Slag bij Sieverhausen de troepen van markgraaf Albrecht Alcibiades van Brandenburg-Kulmbach. Daarna verbleef Johan Günther nog een jaar aan het Saksische hof in Dresden. In 1555 keerde hij terug naar Sondershausen, maar twee jaar later vertrok hij met samen met Günther XLI naar de Nederlanden waar hij in dienst trad van de Spaanse koning Filips II. Johan Günther vocht mee in de Slag bij Saint-Quentin, waar de Spaanse troepen een grote overwinning behaalden. Johan Günther volgde zijn zijn oudste broer ook toen hij tijdens de Zevenjarige Oorlog (1563-1570) tussen Denemarken en Zweden in Deense dienst trad.
Samen met zijn broer Günther XLI riep Johan Günther in december 1561 de Staten van Schwarzburg bijeen voor een landdag in Sondershausen. De landdag stond in het teken van financiële problemen van de graven. Om de landsheerlijke schulden die ze hadden opgebouwd af te kunnen lossen was het nodig dat de Staten de graven toestonden om extra belastingen te heffen. Zowel keurvorst August als hertog Johan Frederik de Middelste maakten als leenheren van het grootste deel van de Schwarzburgse bezittingen bezwaar tegen de Statenvergadering. Zij stelden dat de Schwarzburgse graven als vazallen van Saksen niet het recht hadden om landdagen bijeen te roepen en belastingen te innen. De graven maakten daarentegen aanspraak op de rijksvrijheid, en daarmee op onafhankelijkheid van Saksen. Een rechtszaak in Naumburg bracht geen duidelijkheid over de status van Schwarzburg: de graven kregen slechts te horen dat de belasting die de hadden geheven in hun Saksische lenen door de keurvorsten en hertogen van Saksen herroepen konden worden. 
In 1564 overleed Filips II, de laatste graaf van Schwarzburg-Leutenberg. Johan Günther en zijn broers de erfden de heerlijkheid Leutenberg en het Leutenbergse aandeel van het Schwarzburger Oberherrschaft. Hiermee waren alle Schwarzburgse bezittingen onder hun gezamenlijke heerschappij verenigd. Johan Günthers jongere broer, Willem, was echter niet tevreden met de voorwaarden van de gemeenschappelijke regering en drong aan op de verdeling van Schwarzburg.

### Graaf van Sondershausen
Graaf Willem had al sinds 1560 aangestuurd op een deling van Schwarzburg. In 1571 sloten de vier broers een verdelingsverdrag in Spiers. Het Unterherrschaft werd verdeeld tussen Johan Günther en Willem, het Oberherrschaft kwam onder gemeenschappelijk bestuur van Günther en Albrecht. In 1574 werd ook het Oberherrschaft verdeeld.
Johan Günther kreeg het middelste deel van het Unterherrschaft met Sondershausen, Clingen, Greußen, Kelbra en Heringen. Willems deel bestond uit oostelijke deel rond Frankenhausen en een westelijk deel rond Keula en Schlotheim. Johan Günther was niet tevreden met zijn aandeel en drong bij Willem aan op een gebiedsruil, wat Willem weigerde. Tijdens een opstand in Frankenhausen tegen Willems bestuur steunde Johan Günther de opstandelingen. Willem weigerde op zijn beurt om Johan Günthers aandeel van de opbrengsten van de zouthandel over te dragen. Hierdoor had Johan Günther geen geld om het Kasteel van Sondershausen verder uit te breiden.
In 1583 overleed Johan Günthers oudste broer Günther de Strijdbare. Een jaar later verdeelden de drie overgebleven broers zijn gebieden onder elkaar. Johan Günther kreeg Arnstadt en Gehren, maar moest het Amt Schernberg afstaan aan Willem.

Schwarzburg na het Verdrag van Spiers (1570)
Schwarzburg na de verdeling van het Oberherrschaft (1574)
Schwarzburg na de verdeling van Schwarzburg-Arnstadt (1584)

De onderlinge strijd tussen Johan Günther en Willem had de positie van de Schwarzburgse graven tegenover hun Saksische leenheren verzwakt. In 1585 kwamen de drie broers tot een overeenkomst om gemeenschappelijk tegen hun leenheren op te treden. De graven haalden keurvorst August van Saksen over om voor 40.000 gulden de zoutmijnen in Artern te sluiten, en zo de concurrentie met hun zoutmijnen bij Frankenhausen uit te schakelen.
Johan Günther overleed in 1586 in Arnstadt. Zijn lichaam werd overgebracht naar Sondershausen, waar hij in de Sint-Andreaskerk begraven werd. Vanwege de conflicten met zijn broers had Johan Günther zijn zwagers, Johan VII en Anton II van Oldenburg aangewezen als voogden en regenten voor zijn minderjarige zoons Günther XLII, Anton Hendrik, Johan Günther II en Christiaan Günther I.

## Huwelijk en kinderen
Johan Günther trouwde op 16 februari 1566 met Anna, een dochter van graaf Anton I van Oldenburg en Delmenhorst. Ze kregen twaalf kinderen, van wie er tien volwassen werden:
- Ursula (1568)
- Sophia Elisabeth (1568-1621)
- Clara (1569–1639)
- Günther XLII (1570-1643), graaf van Schwarzburg-Sondershausen
- Anton Hendrik (1571-1638), graaf van Schwarzburg-Sondershausen
- Catharina (1572–1626), deken in Herford
- Sabina (1573-1628)
- Anna (1574-1640)
- Maria (1576-1577)
- Johan Günther II (1577-1631), graaf van Schwarzburg-Sondershausen
- Christiaan Günther I (1578-1642), graaf van Schwarzburg-Sondershausen
- Dorothea (1579-1639), in 1604 getrouwd met hertog Alexander van Sleeswijk-Holstein-Sonderburg (1573-1627)